# 教育と探求社
教育と探求社（きょういくとたんきゅうしゃ）は、学校支援事業やコンサルティング業務を行う日本の株式会社である。
2019年5月時点で日本全国の小中高202校で導入され、受講生徒数は約33,700人と日本最大規模の探究教育提供者である。

## 概要
役員は以下のとおりである。 	
- 代表取締役社長
  - 宮地勘司

元日本経済新聞社教育開発室チームリーダー。日本経済新聞社退社後に起業し、当社を設立。
日本経済新聞社教育開発室はかつて教育プログラム「日経エデュケーションプログラム」を提供していた部署（現存せず）であり、それが現在の教育と探求社および同社が提供する教育プログラム「クエストエデュケーションプログラム」（詳細後述）につながることとなった。
- 取締役（非常勤）
  - 米倉誠一郎（一橋大学イノベーション研究センター長・教授）

## 主な業務内容
- 学校支援事業 - 中学校・高等学校・大学への教育プログラム「クエストエデュケーションプログラム」の提供
- コンサルティング・ソリューション事業 - 企業研修、オリジナル教育／研修プログラムの開発・提供
- コンテンツ事業 - ブロードバンドコンテンツの制作ほか

## クエストエデュケーションプログラム
クエストエデュケーションプログラムは、「現実社会から『生きる力』を学ぶ学習プログラムとして、教室で幅広い体験をするために開発された学校用のカリキュラム」である。

### プログラム内容
プログラムには以下10のコースがある。
- 企業探究コース：CORPORATE ACCESS
- 企業探究コース：BUSINESS INNOVATION
- 進路探究コース：ROLL MODEL
- 進路探究コース：MY STORY
- 進路探究コース：THE VISION
- 社会課題探究コース：SOCIAL CHANGE
- 社会課題探究コース：SOCIAL CHANGE FIRST！
- 社会課題探究コース：SOCIAL CHANGE ENGLISH
- 社会課題探究コース：SOCIAL CHANGE ENGLISH 1st
- 起業家コース：SMALL START

### クエストカップ
上記プログラムを終えての1年間の成果発表を行う場として、クエストエデュケーションカップ（正式名称：クエストエデュケーションプログラム 作品発表会 全国大会、略称：クエストカップ）を設けている。毎年2月ごろ開催されており、上記プログラムに対応して6部門が設けられている。
- 企業探究コース「コーポレートアクセス」部門
- 社会課題探究コース「ソーシャルチェンジ」部門
- 進路探究コース「人物ドキュメンタリー」部門（ROLL MODELに対応）
- 進路探究コース「自分史」部門（MY STORYに対応）
- 進路探究コース「ザ・ビジョン」部門
- 起業家コース「スモールスタート」部門
- エキシビジョン「Quest Career in HaNoi」優勝チームプレゼンテーション